# Streitkräfteunterstützungskommando
Das Streitkräfteunterstützungskommando (SKUKdo) mit ehemaligem Hauptsitz in der Luftwaffenkaserne Wahn in Köln war von 2001 bis 2013 das Führungskommando der damaligen Streitkräftebasis, nationale territoriale Höhere Kommandobehörde und Fachkommando für streitkräfte- und bundeswehrweite Fachaufgaben. Der Befehlshaber des SKUKdo im Dienstgrad Generalleutnant nahm zusätzlich die Funktion des nationalen territorialen Befehlshabers wahr. Gemäß der Bundeswehrreform 2011 wurde das Kommando zum 1. Februar 2013 aufgelöst; es ging im Kommando Streitkräftebasis auf, das am 1. Oktober 2012 in Dienst gestellt wurde.

## Auftrag
Die Aufgaben des SKUKdo innerhalb der Streitkräftebasis und der Bundeswehr bestanden vor allem in:
- Führungsunterstützung
- Logistik
- Verkehrs- und Transportwesen
- ABC-Abwehr und Schutzaufgaben
- Operative Information
- Kraftfahr Grundausbildung
- Truppenübungsplätze
- Territoriale Aufgaben
- Zivil-militärische Zusammenarbeit (CIMIC)
- Feldjägerwesen der Bundeswehr

## Organisation
Zum SKUKdo gehörten folgende Dienststellen der Bundeswehr
- Wehrbereichskommando I – Küste
- Wehrbereichskommando II
- Wehrbereichskommando III
- Wehrbereichskommando IV – Süddeutschland
- Kommando Strategische Aufklärung, Grafschaft
- Amt für Geoinformationswesen der Bundeswehr, Euskirchen
- Logistikzentrum der Bundeswehr, Wilhelmshaven
- Logistikamt der Bundeswehr, Sankt Augustin
- Zentrum Operative Information, Mayen
- Deutscher Anteil CIMIC Centre of Excellence

## Wappen
Das für das Streitkräfteunterstützungskommando geschaffene Wappen zeigte das Eiserne Kreuz in der Farbgebung des Logos der Bundeswehr, um die Ausrichtung des Dienstleistungsbereichs SKUKdo auf die Bundeswehr hervorzuheben, das von einem „U“ umgriffen wird als Symbol für die Unterstützungsfunktion des SKUKdo für die gesamte Bundeswehr, bestehend aus drei von links zu einem Schenkel dieses U zusammenlaufende Bänder in den Farben des Heeres, der Luftwaffe und der Marine, die dann nach Zusammenschluss die Streitkräftegemeinsamkeit symbolisierend als rechter Schenkel des U in roter Farbe weitergeführt werden (rote Farbe ist die Kragenspiegelfarbe der Generäle und symbolisiert die Führung). Den Abschluss des roten U-Schenkels bildet ein die Zukunftsausrichtung und den innovativen Charakter symbolisierende, stilisierte Pfeil in ebenfalls roter Farbe. Da das neugegründete Kommando Streitkräfte im Wesentlichen die Aufgaben des SKUKdo übernommen hat, führt dieses auch das Wappen des alten, aufgelösten Verbandes.

## Liste der Befehlshaber
| Nr. | Name                               | Beginn der Amtszeit | Ende der Amtszeit |
| --- | ---------------------------------- | ------------------- | ----------------- |
| 1   | Generalleutnant Ulf von Krause     | 10. April 2001      | 16. Februar 2005  |
| 2   | Generalleutnant Kersten Lahl       | 17. Februar 2005    | 27. Februar 2008  |
| 3   | Generalleutnant Manfred Engelhardt | 27. Februar 2008    | 31. Januar 2013   |